# Námořní mina

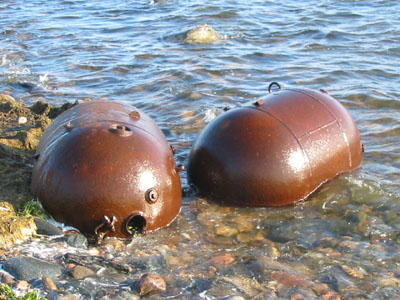
Námořní miny na břehu estonského ostrova Naissaar

Námořní mina je zbraň sloužící k pasivnímu ničení námořních sil nepřítele, k ochraně nebo naopak blokádě přístavů a přístupových tras nebo k vytvoření bezpečných zón či naopak minových přehrad.
Na místo určení dopravují miny lodě minonosky, letadla nebo ponorky. Miny mohou plavat na hladině nebo pod ní (ať už volně, nebo s ukotvením ke dnu), či být položeny na dně. Podle způsobu aktivace se rozlišují miny kontaktní (iniciované nárazem), magnetické (iniciované magnetickým polem proplouvající lodi), akustické (reagující na zvuk lodního šroubu), tlakové nebo odpalované na dálku. Některé miny mohou kombinovat více způsobů inicializace, což znesnadňuje jejich likvidaci. Miny mohou být rovněž vybaveny časovačem, který je po určité době deaktivuje, a čítačem, který inicializuje minu až po určitém množství podnětů (k explozi tak například dojde až když nad stejnou minu najede pátá loď).
K odstraňování min slouží speciální lodě zvané minolovky.
Z námořních min se v 19. století přidáním pohonné a řídící jednotky postupně vyvinula další zbraň – torpédo (název torpédo se tehdy používal i pro miny).

## Historie
Američan David Bushnell sestrojil plovoucí minu (sud naplněný výbušninou), která byla poprvé použita 13. srpna 1777. Cílem byla fregata HMS Cerberus, která blokovala přístav Filadelfie. Bushnell proti fregatě vypustil dva sudy, ale útok se nezdařil. Pouze jednu z min vytáhla na palubu posádka škuneru, který kotvil vedle fregaty a následná exploze miny škuner potopila.
První lodí, která najela na ukotvenou minu (dokonce hned na dvě), se 9. června 1855 během britské blokády Kronštadtu za krymské války stala britská kolesová výzkumná loď HMS Merlin. Druhou lodí se ještě téhož dne stala další kolesová výzkumná loď HMS Firefly, která připlula Merlinovi na pomoc. Obě lodě byly výbuchem pouze lehce poškozeny.
K prvnímu masovému použití došlo za rusko-japonské války kdy na ruské straně měly na svědomí potopení vlajkové lodě Petropavlovsk i s ruským vrchním námořním velitelem admirálem Makarovem. Mnohem větší ztráty však utrpěli Japonci, kteří na minách ztratili 2 bitevní lodě, 4 křižníky, 2 torpédovky a jeden torpédový člun. Těchto úspěchů bylo dosaženo navzdory stále ještě primitivní konstrukci min. (Například jako pojistky se používalo obyčejné kostky cukru, která blokovala kontakty miny ještě nějakou chvíli po svržení do moře, a tak umožňovala minonosce se bezpečně vzdálit.)
Ještě masovější nasazení min bylo za první světové války (i když s ne tak významným vlivem na výsledek bojů). Během války bylo položeno 235 000 min.[zdroj⁠?!]